# Andrea Semini
Andrea Semini ou Andrea Semino (Gênes vers 1525 - Milan, vers 1595) est un peintre italien de la fin de l'ère maniériste, actif principalement à Gênes et Milan au XVIe siècle.

## Biographie
Andrea Semini s'est formé à Gênes avec son frère Ottavio auprès de son père Antonio Semini et a été influencé par le maniérisme de Perino del Vaga.
Il se rendit à Rome afin d'étudier le style de Raphaël.
Il a travaillé avec son frère Ottavio dans de nombreux travaux. 

## Œuvres
- Mars, Vénus et Cupidon
- Vierge à l’Enfant adorée par les anges,
- La Bienheureuse Vierge à l'Enfant (1553), Oratoire de San Giacomo, San Desiderio.
- L'Enlèvement des Sabines, l'Histoire d'Amour et Psyché  (réalisés avec son frère Ottavio), Palazzo Pallavicini Cambiaso, Gênes.
- Le Doge Simone Spinola